# Bulbophyllum ramulicola
Bulbophyllum ramulicola är en orkidéart som beskrevs av André Schuiteman och De Vogel. Bulbophyllum ramulicola ingår i släktet Bulbophyllum och familjen orkidéer. Inga underarter finns listade i Catalogue of Life.